# قوانین رشد کلدور
قوانین رشد کلدور (انگلیسی: Kaldor's growth laws) مجموعه ای از سه قانون مربوط به علت رشد اقتصادی است. با نگاهی به کشورهای جهان در حال حاضر و در طول زمان، نیکلاس کلدور رابطه بالایی را بین استاندارد زندگی و سهم منابع اختصاص یافته به فعالیت‌های صنعتی، حداقل تا حدودی از درآمد، متذکر شد. فقط نیوزیلند، استرالیا و کانادا ثروتمند شده‌اند در حالی که بیشتر به کشاورزی اعتماد می‌کنند. وی سه قانون در مورد این قاعده‌های تجربی را پیشنهاد کرد:
1. رشد تولید ناخالص داخلی با رشد بخش تولید رابطه مثبت دارد. این شاید از نظر سریعتر رشد تولید ناخالص داخلی بهتر از رشد رشد صنعتی نسبت به رشد تولید ناخالص داخلی بهتر بیان شود: این زمانی است که سهم صنعت از تولید ناخالص داخلی در حال افزایش است.[۳]
2. بهره‌وری بخش تولید با رشد بخش تولید رابطه مثبتی دارد (این قانون به قانون Verdoorn نیز معروف است).[۴] در اینجا بحث این است که بازدهی فزاینده ای در مقیاس تولید وجود دارد. اینها ممکن است ساکن باشند - درصورتی که هرچه اندازه بخش بزرگتر باشد متوسط هزینه پایین‌تر باشد - یا از طریق تأثیر القایی که رشد تولید بر انباشت سرمایه و پیشرفت فنی دارد پویا باشند. یادگیری با انجام تأثیرات نیز مهم است.
3. بهره‌وری بخش غیر تولیدی با رشد بخش تولید ارتباط مثبت دارد. این قانون آخرین کمال بصری است و مبتنی بر این استدلال است که بخش غیر صنعتی بازدهی مقیاس کمتری دارد. با جابجایی منابع، میانگین بهره‌وری از منابع باقی مانده افزایش می‌یابد.

Thirlwall (2003، صص ۱۲۳–۱۲۴) همچنین گزارش برجسته کلدور از سه گزاره فرعی را که برای در نظر گرفتن آنها نیز مهم است. آن‌ها هستند:
1. از آنجا که زمینه جذب بازده افزایش یافته برای جذب نیروی کار از بخش بازدهی کاهش یافته‌است، سرعت رشد تولید ناخالص داخلی نیز کاهش می‌یابد.
2. در مراحل اولیه صنعتی تقاضا از بخش کشاورزی تأمین می‌شود - اما در مراحل بعدی تقاضای صادرات به احتمال زیاد این روند را هدایت می‌کند. در اینجا احتمالاً اندازه محدود بازار داخلی به گونه ای است که تحقق اقتصاد مقیاس را محدود می‌کند و برای واردات نهاده‌های لازم نیاز به تولید ارز خارجی وجود دارد.
3. با رشد صادرات و رشد تولید می‌توان یک حلقه فضیلت ایجاد کرد اما ایجاد آن دشوار است زیرا احتمالاً به یک شرکت استثنایی، حمایت یا یارانه بستگی دارد.